# Sylvestre Radegonde

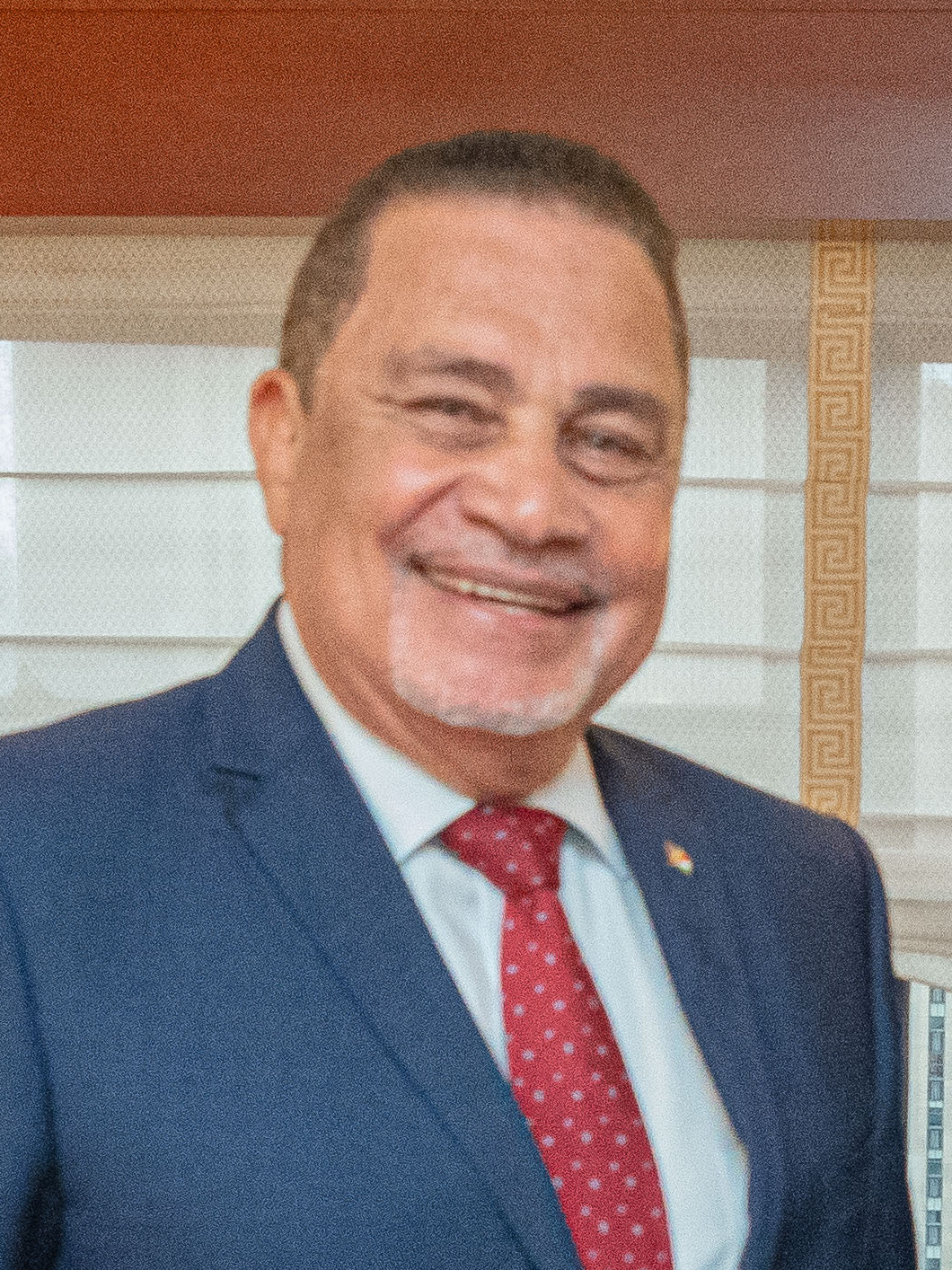
Sylvestre Radegonde (2023)

Louis Sylvestre Michel Radegonde (* 16. März 1956 in La Digue, Seychellen) ist ein Diplomat und Politiker der Seychellen, der unter anderem zwischen 1989 und 1993 Hochkommissar im Vereinigten Königreich sowie von 2017 bis 2020 Botschafter in Frankreich war. Seit 2020 ist er Außenminister und Tourismusminister.

## Leben
Louis Sylvestre Michel Radegonde begann nach dem Schulbesuch ein Studium der Diplomatie, das er mit einem Diplom abschloss. Mitte der 1980er Jahre arbeitete er eine Zeit lang in der Hotelindustrie. Ein postgraduales Studium der Diplomatie an der University of Westminster beendete er mit einem Master. Im Anschluss trat er in den diplomatischen Dienst ein und war zunächst zwischen 1987 und 1989 Chef des Protokolls und Referent für Amerika im Außenministerium. Im Anschluss wechselte er an das Hochkommissariat im Vereinigten Königreich und war dort als Botschaftsrat und kommissarischer Hochkommissar tätig. Im Anschluss wurde er 1992 Hochkommissar im Vereinigten Königreich. 1992 übernahm er den Posten als Hochkommissar im Vereinigten Königreich und hatte diesen bis 1993 inne. Danach fungierte er zwischen 1993 und 1997 als Botschafter in Belgien sowie als Ständiger Vertreter bei der Europäischen Union. Als solcher war er von 1993 bis 1997 in Personalunion auch als Botschafter in Deutschland, den Niederlanden und Luxemburg akkreditiert.
Anschließend wurde Radegonde 1998 Hochkommissar in Malaysia und war in dieser Funktion bis 2004 zusätzlich als Hochkommissar in Indien, Australien und Neuseeland sowie als Botschafter in Japan, Südkorea, Indonesien und der Volksrepublik China akkreditiert. Nach seiner Rückkehr fungierte er zwischen 2004 und 2005 als Principal Secretary und damit als höchster Beamter des Außenministeriums sowie 2005 kurzzeitig als Vorsitzender und Chief Executive Officer (CEO) der Tourismusbehörde (Seychelles Tourism Board). 2006 schied er aus dem diplomatischen Dienst und arbeitete daraufhin zehn Jahre lang bis 2016 in der Privatwirtschaft auf den Seychellen sowie im Vereinigten Königreich.
Im April 2017 kehrte er in den diplomatischen Dienst zurück und wurde daraufhin Außerordentlicher und Bevollmächtigter Botschafter in Frankreich. In dieser Funktion war er außerdem als Botschafter in Russland, Andorra, Kap Verde, Italien, Monaco, Türkei, Marokko, Portugal, Spanien und Österreich akkreditiert. Als Botschafter in Frankreich vertrat er des Weiteren die Interessen der Seychellen auch als Ständiger Vertreter bei der UNESCO, der Ernährungs- und Landwirtschaftsorganisation der Vereinten Nationen (FAO), beim Internationalen Fonds für landwirtschaftliche Entwicklung (IFAD), der Internationalen Organisation der Frankophonie (OIF) sowie bei der Weltorganisation für Tourismus (UNWTO).
Am 24. Oktober 2020 übernahm Sylvestre Radegonde die Posten als Außenminister und Tourismusminister im Kabinett Ramkalawan, dem auch Errol Fonseka als Innenminister und Naadir Hassan als Finanzminister angehören. Als solcher wurde er am 16. November 2020 vereidigt. In dieser Funktion ist er auch Vorsitzender der Gruppe Kleine Inselentwicklungsländer (SIDS) der UNESCO, als Vorstandsvorsitzender der Fischereibehörde SFA (Seychelles Fishing Authority), als alternierender Gouverneur des Internationalen Währungsfonds (IWF) sowie als Vorsitzender des Unterausschusses für Verwaltung und Finanzen des Sekretariats der Organisation Afrikanischer, Karibischer und Pazifischer Staaten (AKP).
Sylvestre Radegonde ist verheiratet und Vater dreier Söhne.